# Sha Wan
Sha Wan (kinesiska: 沙灣, 沙湾) är en vik i Hongkong (Kina). Den ligger i den centrala delen av Hongkong.